# Ben Bocquelet
Benjamin „Ben” Bocquelet (ur. 27 czerwca 1983 w Paryżu) – francusko-brytyjski animator, scenarzysta, producent i reżyser telewizyjny; twórca serialu Niesamowity świat Gumballa.

## Filmografia (wybór)
Źródła:
- The Hell’s Kitchen (2003, scenariusz, reżyseria)
- Niesamowity świat Gumballa (2011, produkcja wykonawcza, scenariusz)